# Saint George (parafia)
St. George – parafia w centrum wyspy Barbados. Jest jedną z dwóch wewnątrzlądowych parafii na Barbadosie. Główną atrakcją regionu jest Gun Hill, stara stacja sygnałowa datowana na 1818 rok.